# Tinamú cendrós
El tinamú cendrós (Crypturellus cinereus) és una espècie d'ocell de la família dels tinàmids (Tinamidae) que viu a la selva humida i boscos empantanats del sud-est de Colòmbia, sud-oest de Veneçuela, Guaiana, est del Perú, nord de Bolívia i l'Amazònia del Brasil.